# Rue Oudry
La rue Oudry est une voie située dans le quartier de la Salpêtrière du 13e arrondissement de Paris.

## Situation et accès

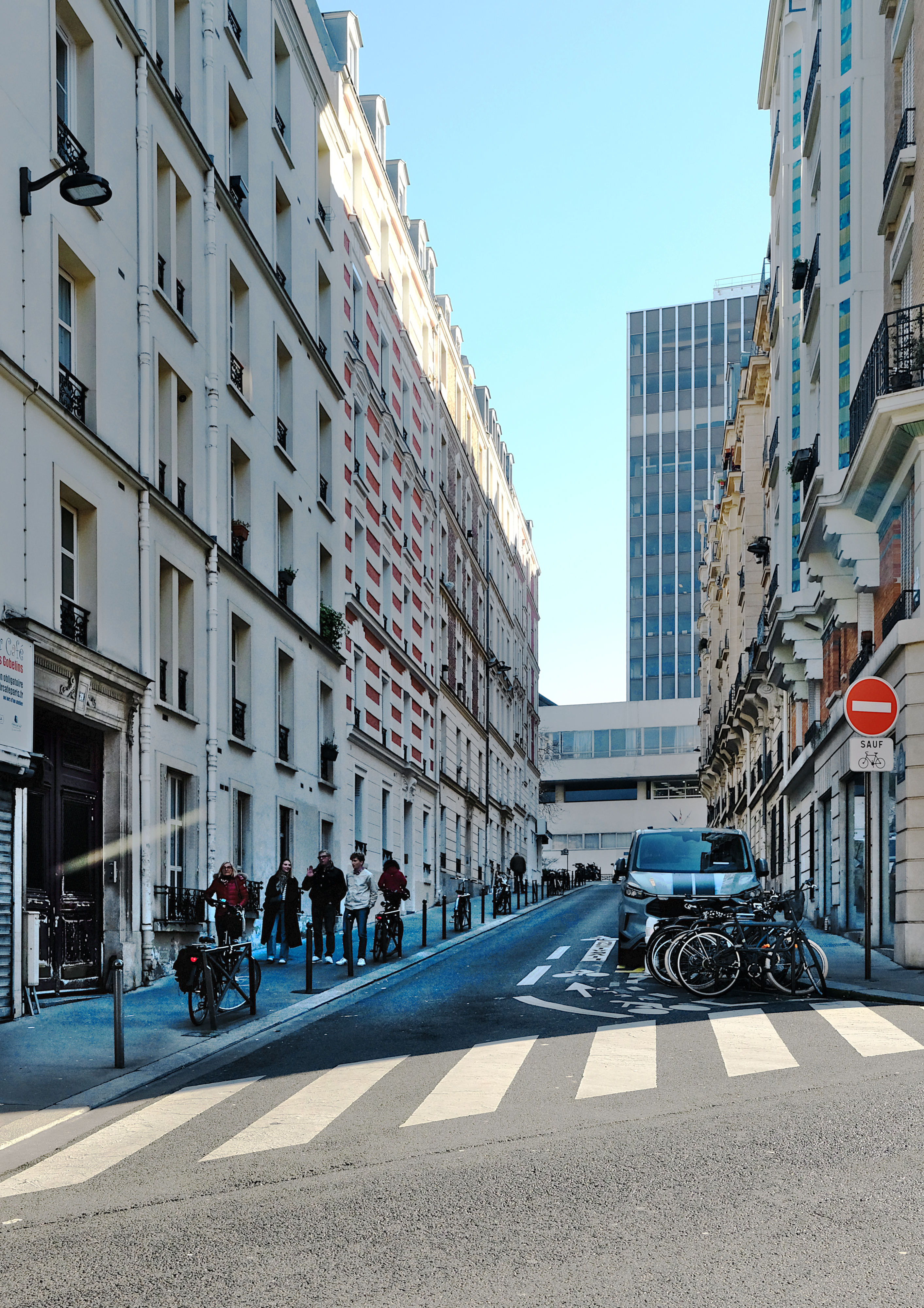
Coté pair de la rue en 2025.

La rue Oudry est accessible par les lignes 7 à la station Les Gobelins.

## Origine du nom
Elle porte le nom du peintre animalier et ancien directeur de la Manufacture des Gobelins, Jean-Baptiste Oudry (1686-1755).

## Historique
Indiquée à l'état de chemin sur le plan de Jouvin de Rochefort de 1672, elle porte le nom de « rue de la Voie-Creuse » en 1789, avant de prendre la dénomination de « rue des Cornes » en raison de la présence de clôtures faites de cornes de bœuf, soit de la présence d'un dépôt de cornes de bœuf provenant des tanneries du quartier.
Pour ne plus subir les plaisanteries, les habitants demandent, en 1879, le changement du nom de la rue.
Elle prend son nom actuel le 28 décembre 1894.
Alors qu'elle commençait rue du Banquier, la partie comprise entre cette dernière voie et la rue Pirandello est supprimée en 1966 pour permettre la construction de l’École nationale de chimie physique et biologie de Paris.

## Bâtiments remarquables et lieux de mémoire
- no 27 : Léon Trotski y habita, en 1916, et ce fut de cette adresse qu'il fut expulsé vers l'Espagne[4].